# Salamon Nándor
Salamon Nándor (Tápszentmiklós, 1935. december 10. – Szombathely, 2014. július 23.) muzeológus, művészeti író.

## Életpályája
A diploma megszerzését követően 1972-ig tanított Pápán, és Győrben különböző iskolákban. 1973–1984 között a Xántus János Múzeum művészettörténész muzeológusa. 1984–1995 között a Szombathelyi Képtár igazgatója. Nevéhez fűződik ez utóbbi intézmény arculatának és szervezeti felépítésének kialakítása, mely során nemzetközileg ismert múzeummá fejlesztette azt. Jelentős műtárgyakkal gyarapította a gyűjteményeket. Többek között Kassák Lajos-, Martyn Ferenc-, Szántó Piroska-, Miháltz Pál-, Szőllősi Endre hagyatékából.

### Tanulmányai
1950–1954 között járt a győri Tanítóképző főiskolára, majd közvetlenül ezt követően a szegedi Pedagógiai Főiskola rajz-földrajz szakán folytatta tanulmányait, ahol 1957-ben kapott diplomát. Az 1970-es években posztgraduális képzésen muzeológusi és esztétikai tanulmányokat folytatott.

## Publikációi
1960–1969 között a pápai, veszprémi, győri kollektív kiállításokon mutatta festményeit. 
Írásait az 1960-as évek közepétől rendszeresen publikálta. Művészeti kritikái, tanulmányai jelentek meg a Művészet, az Új Művészet, a Műhely, a Dunatáj, az Új Forrás, a Somogy, az Új Horizont, a Vasi Szemle, a Népszava, a Kisalföld, a Tolna megyei Népújság és más folyóiratokban, lapokban. Számos katalógust írt, szerkesztett. Elsősorban a kortárs magyar művészettel és Győr-Moson-Sopron megye alkotóival foglalkozott. Folyamatosan figyelemmel kísérte az Országos Érembiennále kiállításait, melyekről rendszeresen jelentek meg írásai. Elsőként mutatta be a Kolozsváry- (1974) és Dévényi-gyűjteményt (1977), Konok Tamás munkásságát (1980).

### Főbb művei
- Bemutatjuk a Kolozsváry-gyűjteményt, Művészet, 1975/3.
- Négy város vonzásában. Bemutatjuk Konok Tamás festőművészt, Műhely, 1980/2.
- Egy életmű metszete. A győri Borsos Miklós-gyűjtemény, Művészet, 1980/6.
- Orbán Dezső emlékkiállítása, katalógus bevezető tanulmány, Győr, 1988
- Kiállítási krónika - egy év tükrében: Szombathelyi Képtár, 1993, Vasi Szemle, 1994/1.
- Párhuzamos pályarajzok Vecsési Sándorról, Limes, 1999/2.
- A Vass-gyűjtemény, Magyar Művészeti Fórum, 1999/4.
- Martyn Ferenc és Tata, Limes, 2000/1.

### Kötetben megjelent művei (válogatás)
- XI. Soproni Őszi Tárlat. Sopron, 1990. szeptember 23–október 7. Eisenstadt, 1990. október 13–27. Wiener Neustadt, 1991. április / XI. Soproner Herbstausstellung. Sopron, 23. September–7. Oktober 1990. Eisenstadt, 13 Okt.–27 Sept.; összeáll., kiállításrend. Salamon Nándor; Soproni Képzőművészeti Kör, Sopron, 1990
- Derkovits ösztöndíjasok (1955-1993) kiállítása. Szombathelyi Képtár, 1994. augusztus 29–október 30.; összeáll. Gálig Zoltán, Salamon Nándor, szerk. Reczetár Ágnes; Szombathelyi Képtár, Szombathely, 1994 (A Szombathelyi Képtár katalógusai)
- Felfedezett és felfedezésre váró életművek. Művészsorsok a XX. század első felének magyar művészetében. Tudományos ülés 1995. szeptember 29-30.; összeáll. Salamon Nándor, szerk. Reczetár Ágnes; Szombathelyi Képtár, Szombathely, 1998
- Kisalföldi művészek lexikona. Építészek, szobrászok, festők, műgyűjtők, művészeti írók. XVI–XX. század; Kisalföld Művészetéért Alapítvány, Győr, 1998
- Körmend szobrai és emléktáblái; Önkormányzat, Körmend, 2004 (Testis temporis)
- "Az élő fa meghalt". Felsmann Tibor művészete; Xántus János Múzeum, Győr, 2005
- Körmendi festők ikerpályán. Sodics László és Szendi Ferenc életútja; Körmend Város Önkormányzata, Körmend, 2006 (Testis temporis)
- Rumi Rajki István szobrászművész élete és alkotásai; Magyar Nyugat, Vasszilvágy, 2009
- Írások A. Tóth Sándor művészetéről; Jókai Városi Könyvtár, Pápa, 2009 (Jókai füzetek)
- Kiállító tér. A Répce Galéria 10 éve; szerk. Salamon Nándor; Répcelak Város Önkormányzata, Répcelak, 2011
- Kisalföldi művészeti lexikon. Festők, szobrászok, építészek, műgyűjtők, művészeti írók, művészeti csoportok, egyesületek, galériák. XVI-XXI. század; Magyar Nyugat, Vasszilvágy, 2012
- Nagybányától Sárvárig... Gottesmann Alfréd (1872-1965) festőművész élete és munkássága; Nádasdy-vár Művelődési Központ és Könyvtár, Sárvár, 2013
- Szántó Piroska, 1913-1998. A Szombathelyi képtár gyűjteménye; szöv. Salamon Nándor, előszó Cebula Anna; Savaria Múzeum, Szombathely, 2013 (A Szombathelyi Képtár katalógusai)

## Főbb kiállítás rendezései
- Kassák Lajos
- Miháltz Pál
- Lossonczy Tamás és Losonczy Ibolya
- Gadányi Jenő
- A. Tóth Sándor

### Gyűjtemények, állandó kiállítások
Részt vett több gyűjtemény, állandó kiállítás létrehozásában:
- Borsos Miklós-gyűjtemény, Győr, állandó kiállítás
- Kovács Margit-gyűjtemény, Győr, állandó kiállítás
- A. Tóth Sándor, Pápa, állandó kiállítás, 1993
- Kende Judit-gyűjtemény
- Petz-gyűjtemény
- Szántó Piroska – Vas István emléklakás, 1999

## Díjai, elismerései
- 1979: Művelődési Minisztérium nívódíja a Borsos Miklós-gyűjtemény rendezéséért
- 2015: A Magyar Kultúra Lovagja